# Microrégion de Viçosa
 (février 2025).
Si vous disposez d'ouvrages ou d'articles de référence ou si vous connaissez des sites web de qualité traitant du thème abordé ici, merci de compléter l'article en donnant les références utiles à sa vérifiabilité et en les liant à la section « Notes et références ».
La microrégion de Viçosa est l'une des sept microrégions qui subdivisent la zone de la Mata, dans l'État du Minas Gerais au Brésil.
Elle comporte 20 municipalités qui regroupaient 227 203 habitants en 2006 pour une superficie totale de 4 826 km2.

## Municipalités[1]
- Alto Rio Doce
- Amparo do Serra
- Araponga
- Brás Pires
- Cajuri
- Canaã
- Cipotânea
- Coimbra
- Ervália
- Lamim
- Paula Cândido
- Pedra do Anta
- Piranga
- Porto Firme
- Presidente Bernardes
- Rio Espera
- São Miguel do Anta
- Senhora de Oliveira
- Teixeiras
- Viçosa